# Kreisamt Rüdesheim
Das Kreisamt Rüdesheim (auch Kreis Rüdesheim) war 1849 bis 1854 ein Landkreis im Herzogtum Nassau mit Sitz in Rüdesheim am Rhein.
Nach der Märzrevolution 1848 wurde die Verwaltung neu geordnet. Mit Gesetz vom 4. April 1849 wurden in Nassau Verwaltung und Rechtsprechung auf unterer Ebene getrennt. Die Reform trat zum 1. Juli 1849 in Kraft. Für die Verwaltung wurden 10 Kreisämter gebildet, die Ämter als Justizämter (also Gerichte der ersten Instanz) weitergeführt.
Das Kreisamt Rüdesheim wurde aus den bisherigen Ämtern Rüdesheim, St. Goarshausen und Eltville gebildet und war für die Verwaltungsaufgaben zuständig. Die Rechtsprechung in der untersten Instanz verblieb in den Ämtern, die nun Justizämter genannt wurden. An der Spitze des Kreisamtes stand ein Kreisamtmann (das war die Bezeichnung des Landrats) mit einem Kreissekretär als Vertreter. In Rüdesheim wurde Moritz Carl Christian Philipp von Gagern zum Kreisamtmann ernannt. Neben dem ernannten Kreisamtmann wurde erstmals ein gewählter Kreisbezirksrat eingerichtet.
Die Frage des Kreisamtssitzes wurde in der Ständeversammlung kontrovers diskutiert. Als Alternativen wurden Geisenheim und Kaub (Kaub hatte die Zollbehörde verloren und verfügte daher über ein großes freies Gebäude) vorgeschlagen. Das Parlament entschied sich aber mit 26 zu Stimmen für Rüdesheim.
Die Reform wurde jedoch bereits am 1. Oktober 1854 wieder rückgängig gemacht, die Kreise wieder abgeschafft und die vorigen Ämter wiederhergestellt.